# Nesenicocephalus
Nesenicocephalus är ett släkte av insekter. Nesenicocephalus ingår i familjen Enicocephalidae.
Kladogram enligt Catalogue of Life:
| Nesenicocephalus | \| \| Nesenicocephalus hawaiiensis \| \| \| \| \| \| Nesenicocephalus philippinensis \| \| \| \| |
|                  | \| \| Nesenicocephalus hawaiiensis \| \| \| \| \| \| Nesenicocephalus philippinensis \| \| \| \| |
|                  | Alienates                                                                                        |
|                  |                                                                                                  |
|                  | Boreostolus                                                                                      |
|                  |                                                                                                  |
|                  | Brevidorsus                                                                                      |
|                  |                                                                                                  |
|                  | Gourlayocoris                                                                                    |
|                  |                                                                                                  |
|                  | Hymenocoris                                                                                      |
|                  |                                                                                                  |
|                  | Phthirostenus                                                                                    |
|                  |                                                                                                  |
|                  | Systelloderes                                                                                    |
|                  |                                                                                                  |
|                  | Nesenicocephalus hawaiiensis                                                                     |
|                  |                                                                                                  |
|                  | Nesenicocephalus philippinensis                                                                  |
|                  |                                                                                                  |

|  | Nesenicocephalus hawaiiensis    |
|  |                                 |
|  | Nesenicocephalus philippinensis |
|  |                                 |